# 孕產次數
孕產次數（gravidity and parity）是生物学及医学中有關妊娠的數字，孕產次數包括孕次（gravidity）及產次（parity），孕次是指懷孕次數，產次則是胎兒到可存活胎齡（viable gestational age）的次數。這些資訊多半是一起出現，也有可能會標註其他有關患者生產史的資訊。
有時孕產次數也會將中止懷孕的次數（Abortus）加入，並且因為各資訊（Gravidity/Parity/Abortus）的字首簡稱為GPA。
使用這些資訊時：
- Gravida是指懷孕的次數，不考慮最後是否有順利分娩[3]。正懷孕中，也需將此資料加到Gravida中。若有多胞胎，Gravida只算一次。
- Parity（或para）指是懷孕到可存活胎齡（英语：Fetal viability）的次數（包括一般生產或是死產）。Parity也不考慮胚胎的個數[3]，若是有到可存活胎齡的多胞胎，Parity只算一次。
- Abortus是指因任何理由中止懷孕的次數，其中包括堕胎或是流产。若沒有中止懷孕，有時會省略此一數據。

## 記錄系統
在說明產科史時，會有一些相關的記錄系統記錄懷孕次數，以及胎兒到達可存活胎齡的次數等相關資訊。這些系統有：
- GPA（gravida/para/abortus）系統，有時只稱為GP（gravida/para）系統。例如一婦女的產科史是曾有兩次妊娠（後來都順利生產），會標示為G2P2。若曾經有四次妊娠，有一次是在二十週之前流產，在GPA系統會標示為G4P3A1，若是GP系統則是G4P3。若懷孕一次，懷了雙胞胎，且順利生產，會標示為G1P1+1[4]。
- TPAL也是一種快速記錄產科史的方式[5]。在TPAL中，T表示足月生產（孕齡37週以上），P表示早產，A表示流產或是堕胎，L表示存活的子女個數[6]。其中的A包括流產或是堕胎，也包括20週以前的異位妊娠。若在20週以後流產或是堕胎，視為早產，因此P要加1，但L不變。TPAL一般會用橫線隔開的數字表示。多胎分娩（雙胞胎、三胞胎及四胞胎……）算是一次懷孕以及一次生產。例如一孕婦足月生下一個嬰孩，另外一次是在35週時生下雙胞胎，另一個是在第9週時有異位妊娠，有三個存活的小孩，TPAL表示法會是T1, P1, A1, L3，也可以寫成1-1-1-3。
- GTPAL會用在TPAL之前再加上孕次（G）的情形，GTPALM則是GTPAL後面加上多胎妊娠次數的情形[6]。例如一個小孩是足月生產，另一次妊娠是在12週流產。會寫成G2 T1 P0 A1 L1。此系統沒有標準化，因此可能會造成誤解[7]。

GPA系統和TPAL系統很像，而且兩者都有P，但GPA系統的P是胎兒到達可存活胎齡的次數，而TPAL系統的P是早產次數。